# Aleksandr Ignatow
Aleksandr Aleksandrowiç Ignatow, ros. Александр Александрович Игнатов, Aleksandr Aleksandrowicz Ignatow (ur. 20 czerwca 1974, Turkmeńska SRR) – turkmeński piłkarz pochodzenia rosyjskiego, grający na pozycji obrońcy. Posiada też rosyjskie obywatelstwo.

## Kariera piłkarska

### Kariera klubowa
W 1996 rozpoczął karierę piłkarską w klubie Köpetdag Aszchabad. Latem 2000 przeszedł do Nisy Aszchabad. W 2001 wyjechał do Rosji, gdzie został piłkarzem Wołgar-Gazpromu Astrachań. W 2003 przeniósł się do Dinama Stawropol, ale po pół roku powrócił do Köpetdagu Aszchabad, w którym zakończył karierę piłkarza w roku 2006.

### Kariera reprezentacyjna
W latach 2000–2001 bronił barw reprezentacji Turkmenistanu.

## Sukcesy i odznaczenia

### Sukcesy piłkarskie
Köpetdag Aszchabad
- mistrz Turkmenistanu: 1997/98
- wicemistrz Turkmenistanu: 1996, 1998/99
- zdobywca Pucharu Turkmenistanu: 1997, 1998/99
- finalista Pucharu Turkmenistanu: 2005, 2006

Nisa Aszchabad
- brązowy medalista Mistrzostw Turkmenistanu: 2000
- finalista Pucharu Turkmenistanu: 2000